# Keikyu
La Corporación Keikyu (京浜急行電鉄株式会社 Keihin Kyūkō Dentetsu Kabushiki-gaisha?), también llamada Keihin Kyūkō (京浜急行?), es un ferrocarril privado que conecta desde el interior de Tokio hasta Kawasaki, Yokohama, Yokosuka y otros puntos de la península de Miura en la prefectura de Kanagawa. También proporciona acceso ferroviario al aeropuerto de Haneda en Tokio.
Los orígenes ferroviarios de la empresa se remontan a 1898, pero la empresa actual data de 1948. El ferrocarril fue pionero en tener el primer tren eléctrico de la región de Kantō y el tercero del país, después de Hanshin Electric Railway y Meitetsu.
La empresa cambió su nombre en inglés de Keihin Electric Express Railway Co., Ltd. a Keikyu Corporation el 21 de octubre de 2010.
Pertenece al grupo de las 16 grandes empresas ferroviarias de Japón.

## Líneas

Líneas de la Corporación Keikyu

| Líneas                                 | En japonés | Secciones                | Secciones | Secciones                                      | Longitud (km) | Número de estaciones |
| -------------------------------------- | ---------- | ------------------------ | --------- | ---------------------------------------------- | ------------- | -------------------- |
| Línea principal de Keikyu              | 本線       | Estación Sengakuji       | –         | Estación Uraga                                 | 56.7          | 50                   |
| Línea de Kurihama(久里浜線)            | 久里浜線   | Estación Horinouchi      | –         | Estación Misakiguchi                           | 13.4          | 9                    |
| Línea de Zushi(逗子線)                 | 逗子線     | Estación Kanazawa-Hakkei | –         | Estación Zushi·Hayama                          | 5.9           | 4                    |
| Línea de Daishi (大師線)               | 大師線     | Estación Keikyū Kawasaki | –         | Estación Kojimashinden                         | 4.5           | 7                    |
| Línea al Aeropuerto de Haneda (空港線) | 空港線     | Estación Keikyu Kamata   | –         | Estación Terminal del Aeropuerto de Haneda 1·2 | 6.5           | 7                    |
| Total                                  |            | 5 líneas                 | 5 líneas  | 5 líneas                                       | 87.0          | 73                   |